# Marionnettissimo
 (mai 2014).

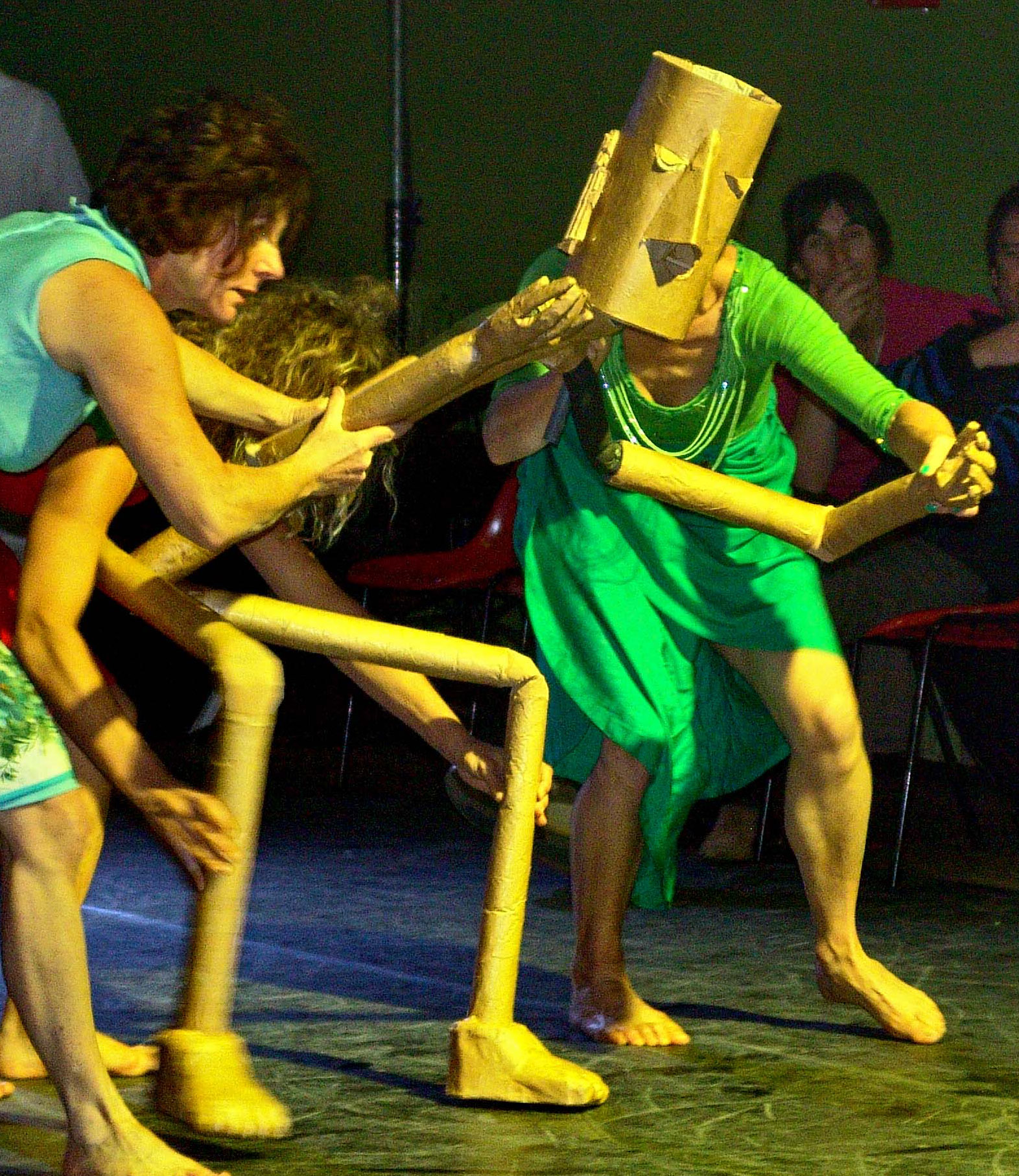
Bal Marionnettic

Marionnettissimo est un festival de marionnettes, créé par l'association Et Qui Libre / Marionnettissimo (ou EQL/Marionnettissimo), dont l’objectif est le développement de la « culture marionnettique », tant auprès du public que des artistes et acteurs culturels. 

## Description
Le festival Marionnettissimo fait partie d’un ensemble d’actions culturelles, de programmations, de formations, menées par l'association depuis 1990. Il est organisé dans l’agglomération toulousaine et la région Midi-Pyrénées, à un rythme annuel depuis 2006.

### Objectifs
Il s'agit de « dépoussiérer l’image de la marionnette » en créant une manifestation de référence dans l’agglomération de Toulouse. Selon Jean Kaplan, cocréateur du festival Marionnettissimo : « Impertinente, la marionnette l’a toujours été ! Mais surtout incomparablement efficace pour transgresser allègrement les frontières du réel et de l’imaginaire, pulvériser les barrières des générations en s’adressant à tous les publics, faire exploser les codes qui séparent théâtre, danse, arts visuels… »[réf. nécessaire]
Le premier festival Marionnettissimo a lieu au printemps 1990, en partenariat avec de nombreuses structures de l’agglomération de Toulouse. Il s’est poursuivi sur un rythme biennal jusqu'en 2006, année à partir de laquelle il est devenu annuel.

## Repères historiques

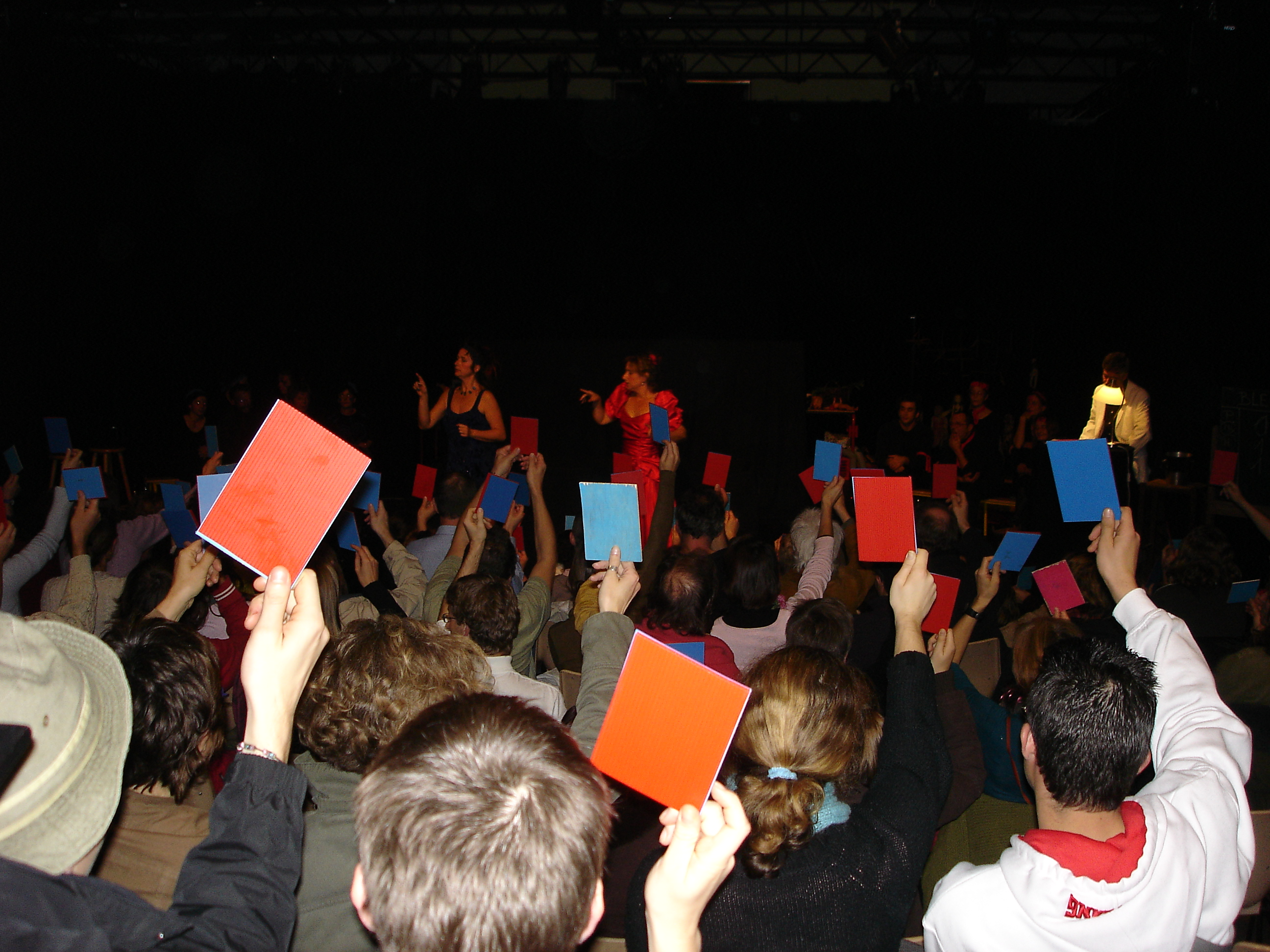
Match d'improvisation

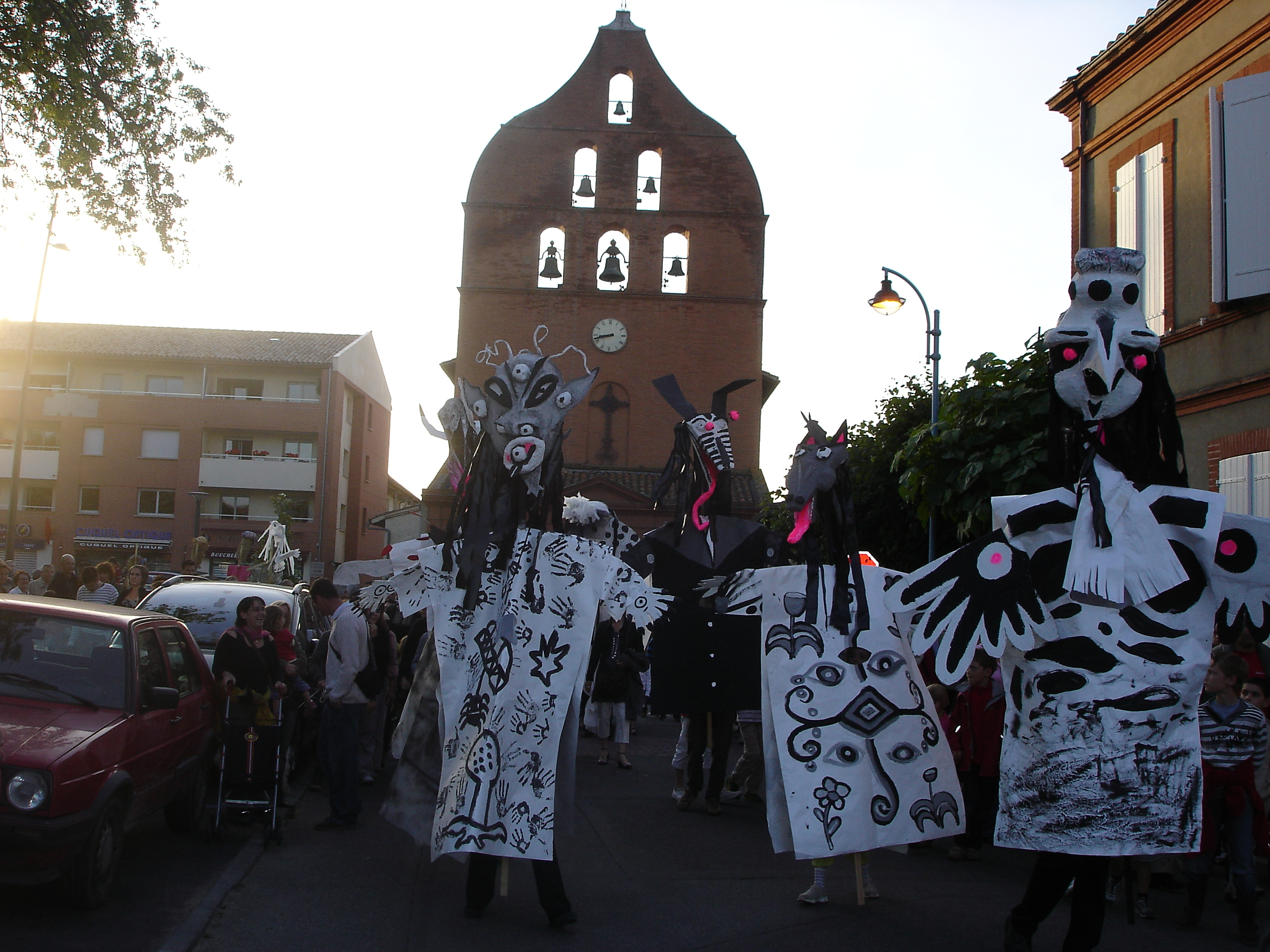
Great Small Work

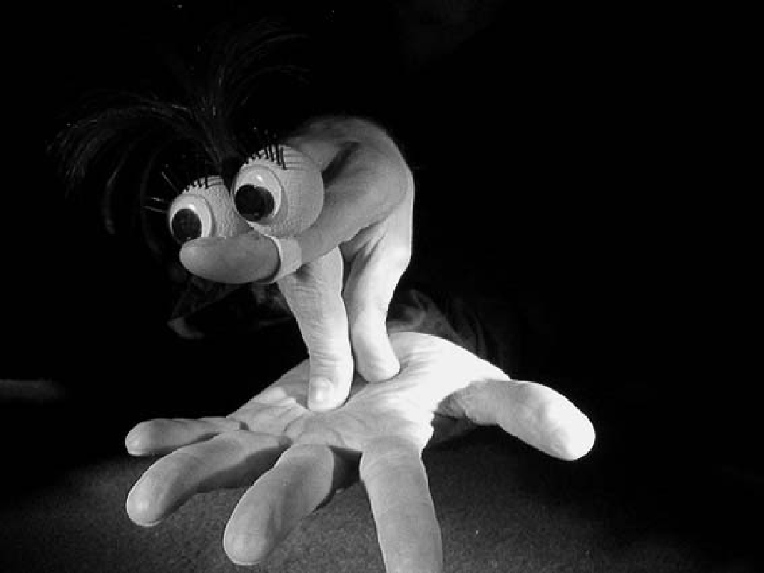
Tekimoi

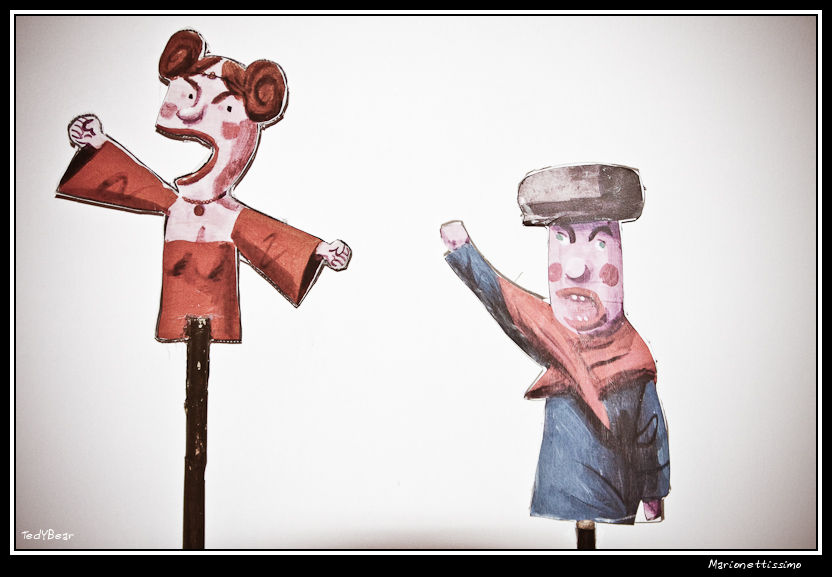
Figurine de Yannick Robert

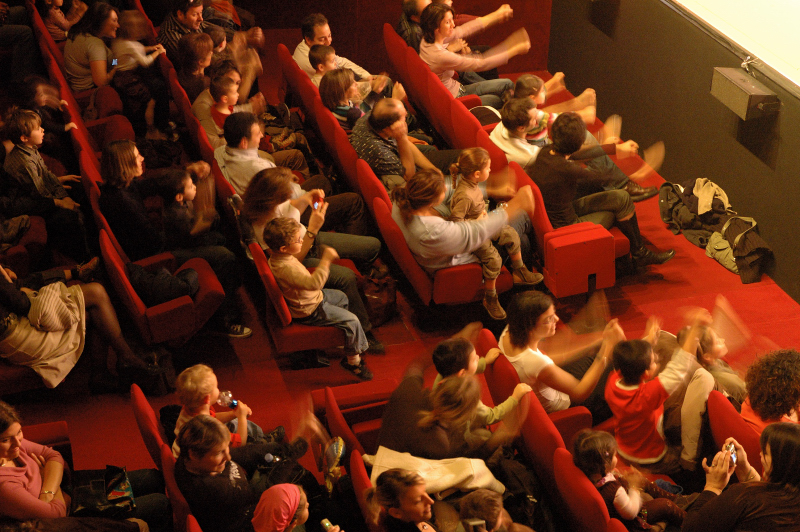
Public

En 1990 est signée une Convention de Développement Culturel entre la Ville de Muret et le Ministère de la Culture. Sur proposition de la DRAC à la Ville de Muret, la mise en place d’une programmation de spectacles vivants pour le jeune public est confiée à l’association Marionnettissimo et dirigée par Jean Kaplan. Son succès ira grandissant : de 3 300 spectateurs la première saison à 13 000 actuellement. En 1993 : la Ville de Muret commande une étude sur la construction d’un centre culturel au cabinet AGSP ainsi qu’au CAUE 31. 
Au printemps 1995 s'ouvre un théâtre de 200 places à Muret. Conformément aux axes définis dans l’étude AGSP, Marionnettissimo a participé à la définition du cahier des charges. L’ouverture de ce lieu associé à la mise en place des Goûters-Spectacles donne un nouvel élan à la fréquentation familiale des représentations jeune public. La première résidence de création d’une compagnie à Muret : le Clan des Songes a lieu en 1997. Pour cette opération, la Ville de Muret reçoit l’aide de la DRAC Midi-Pyrénées. La Ville de Muret et la DRAC Midi-Pyrénées commandent à Marionnettissimo une étude de faisabilité pour un développement transcommunal de la programmation « jeune public ».
En 1998 et 1999 ont ainsi lieu les premières expériences de préfiguration de programmation transcommunale à Labarthe-sur-Lèze et à Seysses. La DRAC Midi-Pyrénées propose d’inscrire ce projet sur le budget 2001 en préfiguration de scène conventionnée. Un cahier des charges des travaux à réaliser est défini afin de transformer l’ancienne école Clément Ader en lieu de fabrique et de résidences qui sera baptisé par l’équipe de Marionnettissimo : La Théâtrerie.
Le projet est présenté en janvier 2001 par la DRAC à la Région Midi-Pyrénées dans le cadre du contrat de plan État-région. De Janvier à septembre 2001 sont élaborés les études et la réalisation de la réfection des locaux de l’école Clément Ader destinés à abriter la résidence, les bureaux, la salle de répétition puis, en septembre 2001 est signée une convention triennale entre la Ville de Muret et Marionnettissimo confiant à Marionnettissimo une large partie de la programmation théâtrale  municipale qui sera axée sur les théâtres de marionnettes et de formes animées aussi bien en direction du tout public que du jeune public qui conservera une place privilégiée. Le festival Marionnettissimo est intégré dans le projet culturel de la Ville de Muret. La Théâtrerie, lieu de résidences dans une école désaffectée en 1998, est créée. Il est aussi fait accueil d’une compagnie associée : le Clan des Songes à La Théâtrerie. Les crédits délégués à Marionnettissimo par la Ville de Muret pour la réalisation des missions précitées sont augmentés.
De 2002 à 2004 sont réalisées trois saisons pour la Ville de Muret. De 1990 à 2002 sont aussi réalisées sept éditions du festival Marionnettissimo. À partir de  2002, le centre du festival est transféré avec succès à Muret. Mais, en novembre 2004, malgré l’excellent[réf. nécessaire] bilan des trois années de convention, la Ville de Muret annonce brutalement le non-renouvellement de la convention qui expire en décembre 2004. Cependant, la saison 2004/2005 est poursuivie. Marionnettissimo quitte Muret en juillet 2005.
Elle signe alors en 2006 une convention triennale avec la Ville de Tournefeuille, portant sur l’accueil du festival Marionnettissimo par cette ville qui devient le point d’ancrage de la structure et le centre du festival. Celui-ci devient annuel.
En novembre 2010, le festival Marionnettissimo fête ses 20 ans lors de sa 13e édition.

### Projet 2010-2012: Du local à l’international
Initié dès 2008 avec la coproduction du spectacle Rafales de la compagnie « Théâtre incliné », ce projet a été élaboré pour répondre à une demande du Conseil régional de Midi-Pyrénées s’appuyant sur la signature d’une entente de coopération entre la Région et la Conférence régionale des élus de Laval (Québec). Par le biais de rencontres d’auteurs et d’artistes des deux territoires, il s’agit d’impulser la création de formes brèves autour du théâtre de formes animées et de la marionnette en cinéma. Les axes artistiques et culturels sont :
- L'intergénérationnel
- Le territoire
- La marionnette et les théâtres de formes animées

### 1990-2009: douze festivals Marionnettissimo: plus de 120 équipes artistiques venues du monde entier
30 Compagnies d’Europe (22 %)
- Pays-Bas (4)
  - Figuren Theater triangel : Histoires Brèves
  - Teater Tam-Tam : Obstacles
  - Duda Paiva : Morninstar, Angel
  - Stuffed Puppet Theater : Molière, Vampyr
- Belgique (6)
  - Tof Théâtre : Camping Sauvage, Les bénévoles, Cabane
  - Théâtre des Quatre Mains : Charlie et la chocolaterie, Simon la fièvre
  - Cie Nicole Mossoux : Twin Houses
  - Max Vandervorst : Symphonie d'objets abandonnés
  - Théâtre Taptoe : Scrooge, Vole !
  - Théâtre de la Galafronie : On pense à vous
- Espagne (4)
  - Cie Jordi Bertrand
  - Els Rocamora : La Maleta
  - Cie L'Estaquirot : Biotic
  - Joan Baixas : Terra Prenyada
- Portugal (1)
  - Cie Paulo Cardoso : Le petit chaperon rouge
- Italie (5)
  - Cie Claudio Cinnelli : Sketch
  - Cie Carlo Colla E Figli : Excelsior, Sheherazade, Petruschka
  - Theatro Gioco Vita : L’Oiseau de Feu, Miracle à Milan
  - Stultiféra Navis : Mirabilia
  - Albert Bagno : Marionnettes dans la presse et la société. Exposition
- Allemagne (6)
  - Theater Eggs Press : Pinocchio
  - Figuren Theater Tûbingen : Visages de la nuit, Salto, Lamento
  - Theater Meschugge, Ilka Shonbein : Le Roi Grenouille, Voyage d’hiver
  - Weidspeicher Theater d’Erfurt : La reine des couleurs
  - PuppetMastaz
  - Theaterwiese : Le loup et les 7 chevreaux
- Angleterre (1)
  - Green Ginger : Slaphead
- Pologne (1)
  - Cie Banialuka : Samotnosc
- Ex-URSS (1) 
  - Les Marionnettes d'Orenburg
- République tchèque (1)
  - Petr Forman et Kollectiv : Opéra Baroque

18 Compagnies d’autres continents (14 %)
- Amérique du Sud (4)
  - Cie Bululu : Face à Face (Argentine)
  - Cie Bululu et Tango Théâtre : Improvisations Inspirées (Argentine)
  - Cie Tango Théâtre : La Poisse (Argentine)
  - Cie Hugo et Inès : Les Aventures de Ginnochio, Cuento Pequenos, Histoires Brèves (Pérou)
  - Cie La Santa Rodilla : Manologias (Pérou)
- Afrique (2)
  - Cie Danaye : Théâtre National du Togo (Togo)
  - Handspring Puppet Cie : Faustus in Africa, Ubu and the truth commission (Afrique du Sud)

Asie (3)
- Kim Eun Young : Un jour il vit une pie (Corée)
- Dondoro : Kiyohime Mandara (Japon)
- Train Théâtre : Les Cheveux d'Or (Israël)

Amérique du Nord (9)
- Roman Paska Ucelli : Drugs of Love (États-Unis)
- Great Small Works (USA)
- Théâtre Sans Fil : La Couronne du Destin (Québec)
- Théâtre de la pire Espèce : Ubu sur la table (Québec)
- Théâtre de l’œil : Le Porteur (Québec)
- Pupulus Mordicus : Faust (Québec)
- Théâtre incliné : L’œil de Rosinna, L’homme pesant (Québec)
- Théâtre incliné et Clan des Songes : Cargo (Québec-France)
- Collectif Maât : Fil de fées (Québec)
- Théâtre Populaire d’Acadie et Théâtre incliné : Rafales (Canada)

29 Compagnies du Midi-Pyrénées (20 %)
- Arno Fabre : Les Souliers
- Blandine Rozé : L’étonnante histoire de Judith
- Cie Albemuth : Christa, Le Trou
- Cie Avant la fin : Cœur de biche
- Cie Balsamique Theatre : Øbo
- Cie Créature : C’est la lune qui me l’a dit, Flon-Flon et Musette, Poucette, Solitude en loques
- Cie Jean Séraphin : L'Inquiétude
- Cie Le Bruit Qui Court : Horologium le dernier enfant, Les Yeux de la nuit
- Cie Le Clan des Songes : Faux Départ, Quand les poules auront des dents, Souvenir d'un pantin
- Cie Main d’œuvre : Eve dans les plis du monde, Télémondiolies
- Cie Rouges les Anges : Bleu demain, Petit monstre.
- Cie Tête de pioche : Fragments de vie
- Cie Co-Incidence : Carmelle etc
- Didier Labbé Quartet : Nuit noire, ciné-concert
- En votre Compagnie : La jeune fille, le diable et le moulin
- Hallu-Ciné : Ciné-Concerts
- L’Agit : Une tempête
- L’Usinotopie : Marionnettes en travaux, exposition
- L'Atelier Volant CDN de Toulouse : La Chanson venue de la mer
- Le 40e rugissant et Les Chiffonnières : Le Bal des fous
- Le Boustrophédon : Court-Miracles
- Le Point d’Ariès : Motus, Panier de crabes
- Magma Théâtre : Océane
- Picto-Facto : installations
- Théâtre 2 l’acte : Deux jambes, deux pieds, mon œil
- Théâtre des Petites Fugues : Le Prince Rama
- Théâtre du Lutin : Le Talon d'Argile
- Théâtre et figures : Soldat Joseph (matricule 2459)
- Théâtre Folavril : Histoires minimales, Une tempête (avec l’Agit)
- Théâtre Ovipare : Joseph le soldat
- Théâtre Ovipare : L’homme qui voulait rétrécir

60 Compagnies du reste de la France (44 %)
- Abricadabra Théâtre : Des Mains et Merveilles
- Bob Théâtre : Nosfératu
- Bouffou Théâtre : Le manteau
- Cie Akselere : 100 ans dans la forêt, Sleeping Beauty
- Cie Amoros et Augustin : Senor Z
- Cie Brigitte Pougeoise : Volfactile, Dance & You, expos photographies
- Cie Cirkub'u : La tentation d'exister
- Cie Coatmundi : Loup Noir
- Cie Couleurs de l'ombre : Le petit homme sans nom
- Cie Daru : Le mur et le petit monsieur
- Cie du Jabron Rouge : Le rouge et le vert
- Cie Hervé Diasnas : Premier Silence
- Cie Houdard-Heuclin : Au fil de la mythologie, les voix de la matière
- Cie Javah : Pacotille de la resquille
- Cie La Puce à l’oreille : Tekimoi
- Cie L'Allégorie Cancale : Histoires de Derviches
- Cie Les estropiés : Mlle serveuse d’histoires, Mordicus
- Cie Loukta
- Cie Mediane : Ivi sa vie
- Che Panses Vertes : Drames brefs 2
- Cie Ursus : Détective Dream
- Cie Vélo Théâtre : Appel d'Air
- Cies Le Coq à l'Ane et Matapeste : La tentation de St Antoine
- Délit de façade
- Didier Lahaye : Le petit Albert
- Drolatic Industry : L’enfer du décor
- Flash Marionnettes : Pinocchio
- G.R.A.A.L. : Les envoyés du Yuoclund
- Groupe Anamorphose : Dom Juan
- La Loupiote : Deviens, devine
- La Pendue : Poli Dégaine
- Laboratoire Clastic : Nous avons toutes la même histoire
- Le Montreur : La leçon, le cabaret
- Les Anges au Plafond : Le cri quotidien
- Les Chiffonnières (et le 40e rugissant : Le Bal des fous
- Les Locataires : Fantasmagories
- Les Quiétils
- Omproduck : Ça vous regarde, Matières d’être
- PunchIsNotDead : Vanitatum Cabinetum, Shineleu
- Tango Théâtre : Rêves de Cirque
- Théâtre aux mains nues : Punch and Judy
- Théâtre d’Illusia : Chants d’amour et coups de bâton, Premier chant
- Théâtre de la Toupine : Les Frères Topolino
- Théâtre de l'Olifant : Capitain Scorff, Double Face, Le Roman de Renard
- Théâtre de l'Ombrelle : Le Chevalier au lion
- Théâtre de Nuit : Petites Migrations
- Théâtre de Romette : Histoires Post-it
- Theâtre Des Alberts : Accidents
- Théâtre des Trois Hangars : Nostra Storia
- Théâtre du Chemin Creux : Paroles en voyage
- Théâtre du Mouvement : Les choses étant ce qu’elles sont, tout va aussi bien que possible
- Théâtre du Risorius : Volpino
- Théâtre Mosaïque : Dérives Bleues, Biscuit
- Théâtre Mu : Iago, Peplum Poids-Plume
- Théâtre Pour Deux Mains : Voyage en Polygonie
- Théâtre sans Toit : Tout le cirque magnifique, L'homme invisible
- TJP CDN d’Alsace : Laurent Contamin, Roméo et Juliette
- Turak Théâtre : 2 PIr, Histoires Minuscules

## Présentation en images

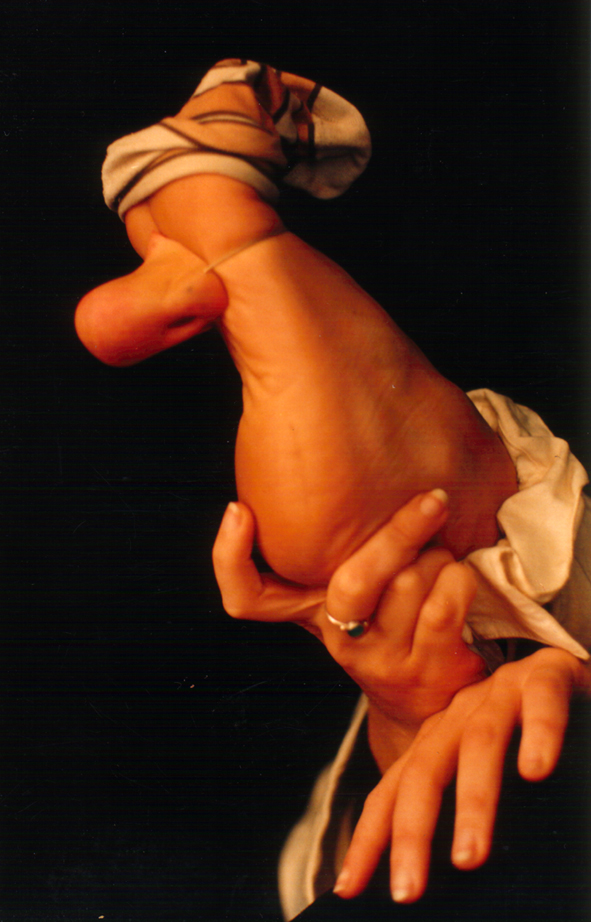
Ugo et Ines
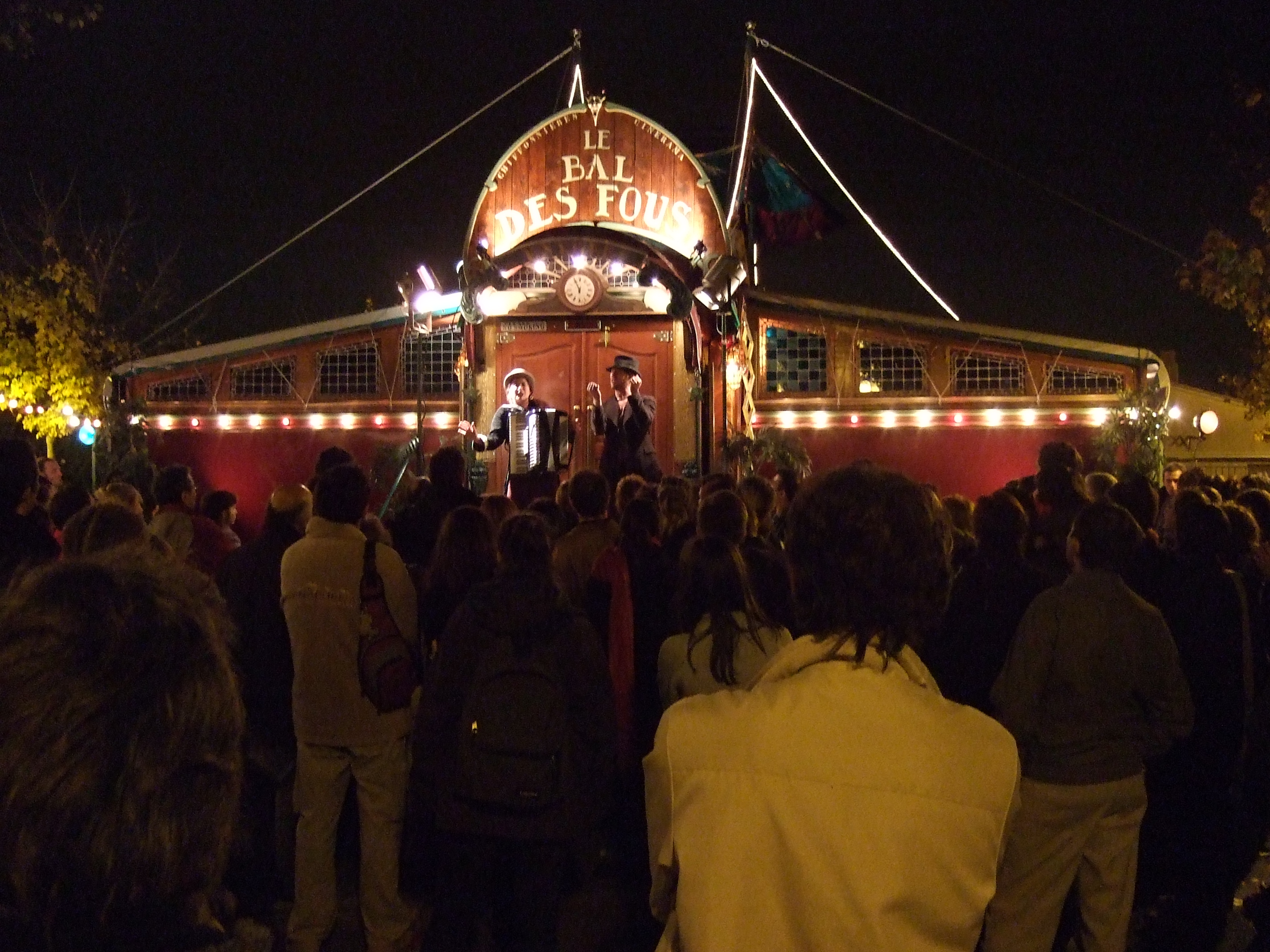
Le Bal des Fous / compagnies Les Chiffonnières et le 40e rugissant
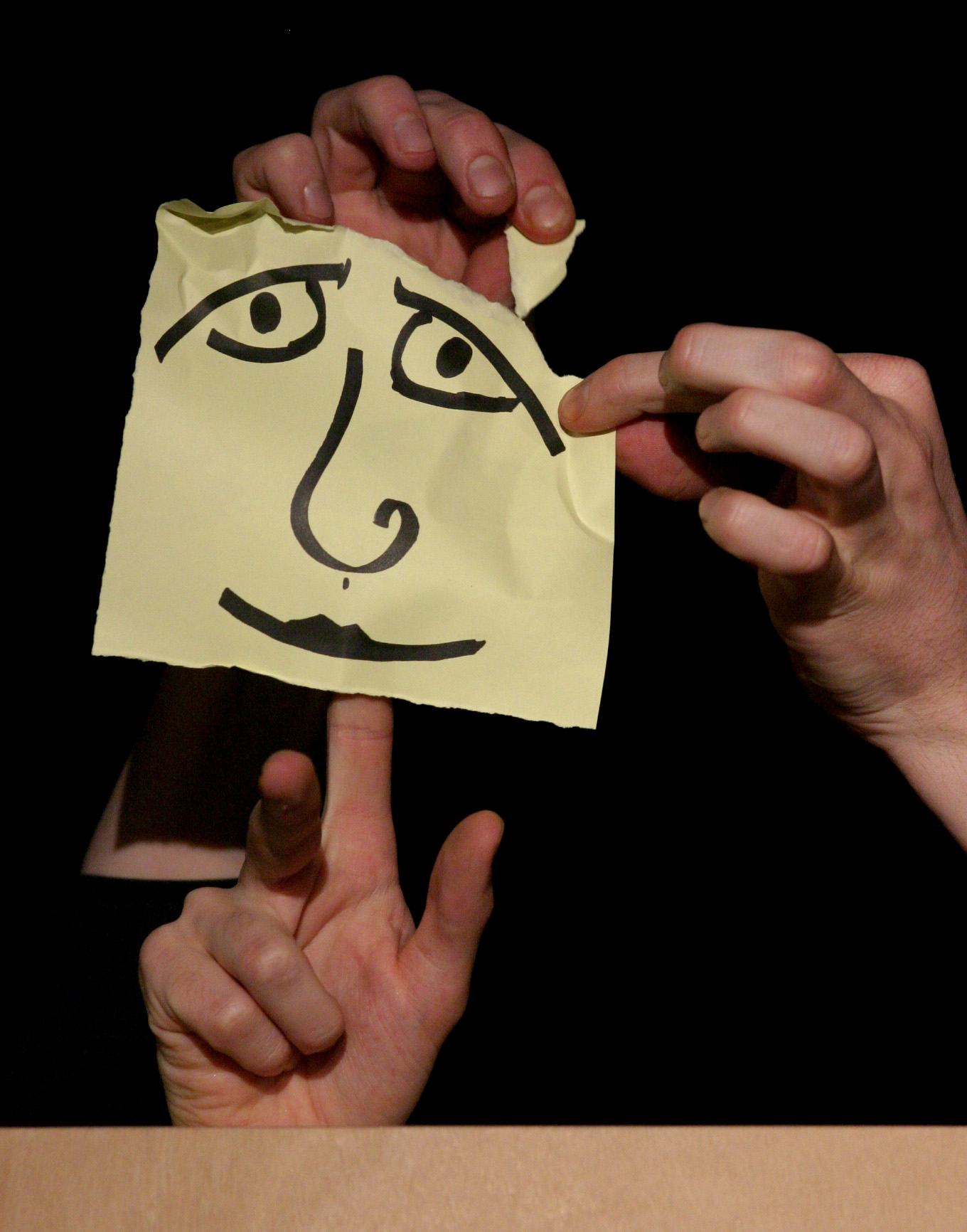
Histoires Post-it / Théâtre de Romette
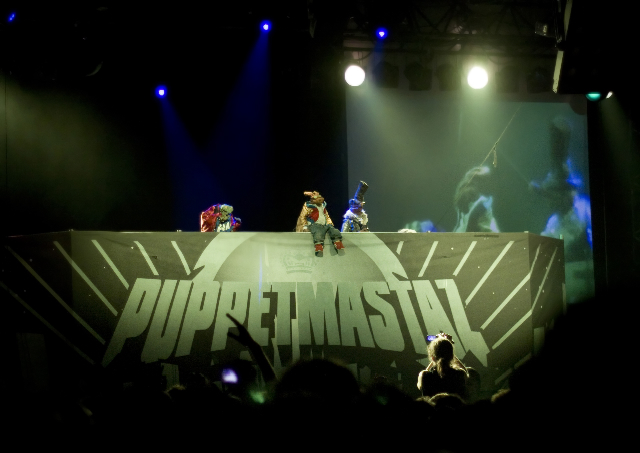
Puppetmastaz